# Anna König
Anna König (* 25. Januar 1980 in Kandel, Rheinland-Pfalz) ist eine deutsche Schauspielerin, Sprecherin und Bloggerin.

## Leben
Anna König studierte ab 2001 Schauspiel an der damaligen Hochschule für Musik und Theater Zürich, das Studium schloss sie 2005 ab. Während des Studiums war sie 2002/03 Stipendiatin des Zürcher Theatervereins und von 2003 bis 2005 Ensemblemitglied des Theaters an der Sihl in Zürich. 2004 erhielt sie den Förderpreis Schauspiel der Armin Ziegler Stiftung. Nach Abschluss ihres Studiums war sie unter anderem am Schauspielhaus Zürich, am Thalia Theater in Hamburg, am Theater Freiburg und am Grillo-Theater in Essen engagiert.
Ihr Debüt in einem Langfilm gab sie 2009 in der Rolle der Hanna im Fernsehfilm Sterne über dem Eis von Sigi Rothemund. Ihre erste Filmhauptrolle hatte sie am Filmfestival Max Ophüls Preis 2015 uraufgeführten Spielfilm Das Floß! von Regisseurin Julia C. Kaiser. Anna König und Julia Becker spielen darin ein Paar, das seine Hochzeit vorbereitet und den Junggesellinnenabschied auf einem Floß verbringt, mit dabei ist auch der Samenspender für das gemeinsam geplante Kind.
In 5 Frauen (2016) von Olaf Kraemer hatte sie eine weitere Hauptrolle als eine der fünf Freundinnen. Wieder unter der Regie von Julia C. Kaiser spielte sie 2016 an der Seite von Till Butterbach als Hans in Die Hannas die weibliche Hauptrolle Anna. Der Film handelt von einem langjährigen Paar, von ihren Freunden werden sie die Hannas genannt, und deren eingeschlafener Beziehung. Für ihre Darstellung in Die Hannas und 5 Frauen wurde Anna König am Filmfest München 2016 für den Förderpreis Neues Deutsches Kino in der Kategorie Beste schauspielerische Leistung nominiert. Für ihre Rolle als Anna in Die Hannas wurde sie am Achtung Berlin Filmfestival mit dem New Berlin Film Award als beste Darstellerin ausgezeichnet, bester Darsteller wurde Filmpartner Till Butterbach.
In der Netflix-Serie Dark von Baran bo Odar war sie 2017 in der Rolle der Pathologin Edda Heimann zu sehen. Im ZDF-Fernsehfilm Chaos-Queens – Lügen, die von Herzen kommen hatte sie 2018 an der Seite von Tim Bergmann erneut die weibliche Hauptrolle. In der Katie-Fforde-Verfilmung Das Kind der Anderen (2019) aus der Herzkino-Reihe spielte sie an der Seite von Ole Eisfeld als ihr Ehemann Adrian die Rolle der Rechtsanwältin und Mediatorin Ella West.
Neben ihrer Tätigkeit als Schauspielerin arbeitet sie als Intimitätskoordinatorin.

## Filmografie (Auswahl)
- 2006: Aufrecht stehen (Kurzfilm)
- 2009: SOKO Wismar – Der Mann aus Calais (Fernsehserie)
- 2009: Freunde von früher
- 2009: Sterne über dem Eis
- 2010: Cindy liebt mich nicht
- 2011: Auf dem Weg nach oben (Kurzfilm)
- 2012: Lösegeld
- 2013: Feuchtgebiete
- 2014: SOKO Leipzig – Mister Green (Fernsehserie)
- 2015: Das Floß!
- 2016: Ku’damm 56
- 2016: 5 Frauen
- 2017: Die Hannas
- 2017: Es war einmal in Deutschland…
- 2017: Polizeiruf 110 – Einer für alle, alle für Rostock
- 2017: Dark (Fernsehserie, 3 Episoden)
- 2018: Chaos-Queens – Lügen, die von Herzen kommen
- 2018: Letzte Spur Berlin – Entgleist (Fernsehserie)
- 2018: Jenny – echt gerecht – Ausgerastet
- 2018: Wilsberg: Mörderische Rendite
- 2018: Die eiserne Zeit, Arte-Serie
- 2018: SOKO Stuttgart – Der Mann im Mars (Fernsehserie)
- 2019: Ein Ferienhaus auf Teneriffa
- 2019: Polizeiruf 110 – Heimatliebe
- 2019: Zu weit weg
- 2019: In aller Freundschaft – Schöne Aussichten (Fernsehserie)
- 2020: Blutige Anfänger – Nachtwache (Fernsehserie)
- 2020: Assandira
- 2020: Pohlmann und die Zeit der Wünsche (Fernsehfilm)
- 2020: Der Kommissar und die Wut (Fernsehfilm)
- 2020: Polizeiruf 110: Der Verurteilte (Fernsehreihe)
- 2021: SOKO Hamburg – Tod an der Alster (Fernsehserie)
- 2021: Der Alte – Trügerische Liebe (Fernsehserie)
- 2021: SOKO Potsdam – Zu deinem Schutz (Fernsehserie)
- 2021: Jenseits der Spree – Tunnelblick (Fernsehserie)
- 2021: Blackout (Fernsehserie)
- 2021: SOKO Köln – Die Büßer (Fernsehserie)
- 2021: Die Luft, die wir atmen (Fernsehfilm)
- 2022: Bettys Diagnose – Erste Annäherungen (Fernsehserie)
- 2022: Der Kommissar und die Eifersucht (Fernsehreihe)
- 2022: SOKO Wismar – Marktschreier (Fernsehserie)
- 2023: Daheim in den Bergen – Alte Pfade – Neue Wege (Fernsehreihe)
- 2024: Die Notärztin – Hitze (Fernsehserie)
- 2024: Der Usedom-Krimi: Emma  (Fernsehreihe)
- 2025: Tatort: Borowski und das hungrige Herz (Fernsehreihe)
- 2025: Mädchen Mädchen (Kinofilm)

## Hörbücher (Auswahl)
- 2006: Früher war mehr Lametta – Hinterhältige Weihnachtsgeschichten, Diogenes Verlag, mit Martin Suter und Ingrid Noll
- 2006: Freaks von Joey Goebel, Diogenes Verlag
- 2007: Wilbur und Charlotte von E. B. White, Diogenes Verlag
- 2007: Die schönsten Märchen aus dem großen Märchenbuch, Diogenes Verlag, mit Tommi Piper
- 2007: Männer von Doris Dörrie, Diogenes Verlag
- 2007: Früher war noch mehr Lametta – Hinterhältige Weihnachtsgeschichten, Diogenes Verlag, mit Hans Korte, Martin Suter und Cordula Trantow
- 2007: Kurz und bündig – die schnellsten Geschichten der Welt,  Diogenes Verlag, mit Hans Korte
- 2008: Prinzessin Gwendolina von Patricia Schröder, Steinbach sprechende Bücher
- 2008: Glück von Katherine Mansfield, Diogenes Verlag
- 2008: Der Zauber ist nicht verkäuflich – Afrikanische Erzählungen von Doris Lessing, Diogenes Verlag
- 2008: Früher war noch viel mehr Lametta – Hinterhältige Weihnachtsgeschichten, Diogenes Verlag, mit Jochen Striebeck
- 2008: Früher war noch mehr Strand – Hinterhältige Reisegeschichten,  Diogenes Verlag, mit Jochen Striebeck, Martin Suter und Cordula Trantow
- 2009: Wo die wilden Kerle wohnen von Maurice Sendak, Diogenes Verlag
- 2009: Hinterhältige erotische Geschichten, Diogenes Verlag, mit Jochen Striebeck
- 2009: Klein Stuart von E. B. White, Diogenes Verlag
- 2009: Der Tagträumer von Ian McEwan, Diogenes Verlag
- 2009: Nicht schon wieder Stau! – Hinterhältige Reisegeschichten, Diogenes Verlag, mit Tommi Piper
- 2009: Der Pfeifer von Ruth Rendell, Diogenes Verlag
- 2011: Das Schloß Dürande von Joseph von Eichendorff; HörGut!Verlag Hamburg
- 2012: Hering ist gut. Schlagsahne ist gut. Wie gut muß erst Hering mit Schlagsahne sein?, Gedichte und Glossen von Kurt Tucholsky, HörGut!Verlag Hamburg
- 2013: Catherine die kleine Tänzerin von Patrick Modiano, Diogenes Verlag

## Publikationen
- 2016: Mampf: ein Jahr, ein Paar, ein Topf, gemeinsam mit Holger Wenzl, Atlantik Verlag/Hoffmann und Campe, Hamburg 2016, ISBN 978-3-455-37820-7

## Auszeichnungen und Nominierungen (Auswahl)
- 2016: Nominierung für den Förderpreis Neues Deutsches Kino am Filmfest München für die beste schauspielerische Leistung in Die Hannas und 5 Frauen[6]
- 2017: Achtung Berlin Filmfestival mit dem New Berlin Film Award als beste Darstellerin  für Die Hannas[7]